# Ramón Sáez
Ramón Sáez Marzo (Utiel, 4 gennaio 1940 – Valencia, 18 giugno 2013) è stato un ciclista su strada spagnolo.
Professionista dal 1964 al 1973, fu un grande velocista, vinse il titolo nazionale in linea nel 1969 e sette tappe alla Vuelta a España, fu inoltre medaglia di bronzo ai Campionati del mondo del 1967, disputati a Heerlen nei Paesi Bassi, alle spalle di  Eddy Merckx e Jan Janssen.
È scomparso nel 2013 all'età di 73 anni a seguito di problemi cardiaci.

## Palmarès
- 1963 (Dilettanti)

2ª tappa Vuelta a Cantabria
- 1965 (Margnat - Paloma - Inuri - Dunlop, tre vittorie)

11ª tappa Volta a Portugal (Elvas > Beja)
13ª tappa Volta a Portugal (Faro > Portimão)
7ª tappa Vuelta a Catalunya (Vallpineda > Castelldefels)
- 1966 (Ferrys, due vittorie)

Barcellona-Andorra
5ª tappa Vuelta a Mallorca (Palma de Maiorca > Palma de Maiorca)
- 1967 (Ferrys, tre vittorie)

Trofeo Elola
3ª tappa Vuelta a España (Orense > Astorga)
4ª tappa Vuelta a España (Astorga > Salamanca)
- 1968 (Ferrys, tre vittorie)

11ª tappa Vuelta a España (Madrid > Palencia)
5ª tappa Vuelta a Andalucía (Siviglia > Jerez de la Frontera)
5ª tappa Vuelta a Levante (Cullera > La Eliana)
- 1969 (Pepsi Cola, tre vittorie)

Campionati spagnoli, Prova in linea
7ª tappa Vuelta a España (Almansa > Nules)
8ª tappa Vuelta a España (Nules > Benicasim)
- 1970 (Werner, sette vittorie)

Trofeo Masferrer
Grand Prix de Valencia - Trofeo Luis Puig
8ª tappa 1ª semitappa Vuelta a España (Tarragona > Barcellona)
15ª tappa Vuelta a España (Valladolid > Burgos)
3ª tappa Vuelta Ciclista a Aragon
7ª tappa 1ª semitappa Vuelta Ciclista a Aragon
2ª tappa 2ª semitappa Vuelta a los Valles Mineros (Mieres > Mieres)
- 1971 (Werner, cinque vittorie)

1ª tappa Vuelta Ciclista a Aragon (Saragozza > Saragozza)
3ª tappa Vuelta Ciclista a Aragon (Teruel > Tarazona)
4ª tappa Vuelta Ciclista a Aragon (Tarazona > Ejea de los Caballeros)
Classifica generale Vuelta Ciclista a Aragon
2ª tappa Vuelta a Levante (Gandia > Orihuela)

### Altri successi
- 1966 (Ferrys)

1ª tappa Vuelta a Mallorca (Palma de Maiorca, cronosquadre)
- 1967 (Ferrys)

Criterium di Madrid

## Piazzamenti

### Grandi Giri
- Tour de France

1967: 85º
- Vuelta a España

1966: 19º
1967: 39º
1968: 32º
1969: 19º
1970: 40º
1971: 53º
1972: ritirato (6ª tappa)

### Classiche monumento
- Milano-Sanremo

1966: 63º

### Competizioni mondiali
- Campionati del mondo

Sallanches 1964 - Cronometro a squadre dilettanti: 2º
Heerlen 1967 - In linea: 3º
Imola 1968 - In linea: ritirato
Zolder 1969 - In linea: 57º
Leicester 1970 - In linea: 38º
- Giochi olimpici

Roma 1960 - Cronosquadre: 8º